# کانانیکولسکویه
کانانیکولسکویه (انگلیسی: Kananikolskoye) یک شهرک در شهرستان زیلایرسکی استان باشقیرستان کشور روسیه است.